# Partit Federal de Ceilan
Partit Federal de Ceilan (Ilankai Tamil Arasu Kachchi, Ceylon Federal Party) fou un partit polític de Sri Lanka, aleshores Ceilan, partidari d'un sistema federal i que representava a l'ètnia dels tàmils. Fou fundat el 1949 per S.J.V. Chelvanayakam que es va separar del Congrés Tàmil de Ceilan perquè cooperava amb el Partit de la Unitat Nacional de Ceilan, extremista singalès i odiat pels tàmils. Com que el Partit de la Unitat Nacional va incloure en la seva política el pas del biligüisme cap al singalès exclusivament, el Partit Federal va emergir com a primer partit el 1956 i va restar a l'oposició.
La seva bandera groga (puresa i budistes), vermella (sacrifici i tàmils) i verda (llibertat i musulmans) no era pels tàmils sinó per un Ceilan federal.
En les eleccions de març de 1960 el Partit de la Unitat Nacional (Unity National Party, UNP) que ja era el govern des del 1956 va obtenir la majoria relativa, però el grup del Front Popular Unit (coalició en la que el principal integrant era el Partit de la Llibertat de Sri Lanka (Sri Lanka Freedoom Party, SLFP) es va unir al Partit Federal de Ceilan per aconseguir el govern. A les següents eleccions el Partit de la Llibertat de Sri Lanka tornà a guanyar amb una petita avantatge, però el 1965 el Partit de la Unitat Nacional va recuperar el poder (també per molt poc) i Tiruchelvam, líder del Partit Federal fou nomenat ministre de govern local (1965-68). El Partit Federal actuava com un partit frontissa.
El 1970 la senyora Sirimavo Bandaranaike del Partit de la Llibertat de Sri Lanka va triomfar per majoria de dos terços i ja no li va fer falta el Partit Federal. El 1970 P. Sathyaseelan fundà la Thamil Manavar Peravai (Moviment d'Estudiants Tàmils, Tamil Students Movement) que va demanar obertament la independència de les regions tàmils de Ceilan, i llavors el partit federal va començar a evolucionar a posicions més nacionalistes i va acabar integrat el 1972 al Front Unit Tàmil.